# Риденбург
Риденбург (њем. Riedenburg) град је у њемачкој савезној држави Баварска. Једно је од 24 општинска средишта округа Келхајм. Према процјени из 2010. у граду је живјело 5.632 становника. Посједује регионалну шифру (AGS) 9273164.

## Географски и демографски подаци
Риденбург се налази у савезној држави Баварска у округу Келхајм. Град се налази на надморској висини од 360 метара. Површина општине износи 100,6 km². У самом граду је, према процјени из 2010. године, живјело 5.632 становника. Просјечна густина становништва износи 56 становника/km².